# 325 v. Chr.
Portal Geschichte | Portal Biografien | Aktuelle Ereignisse | Jahreskalender | Tagesartikel

◄ |
5. Jahrhundert v. Chr. |
4. Jahrhundert v. Chr. |
3. Jahrhundert v. Chr. |
►

◄ | 340er v. Chr. | 330er v. Chr. | 320er v. Chr. | 310er v. Chr. |
300er v. Chr. |
►

◄◄ | ◄ | 328 v. Chr. | 327 v. Chr. | 326 v. Chr. | 325 v. Chr. |
324 v. Chr. |
323 v. Chr. |
322 v. Chr. |
► |
►►

## Ereignisse

### Alexanderzug
siehe Hauptartikel Alexanderzug

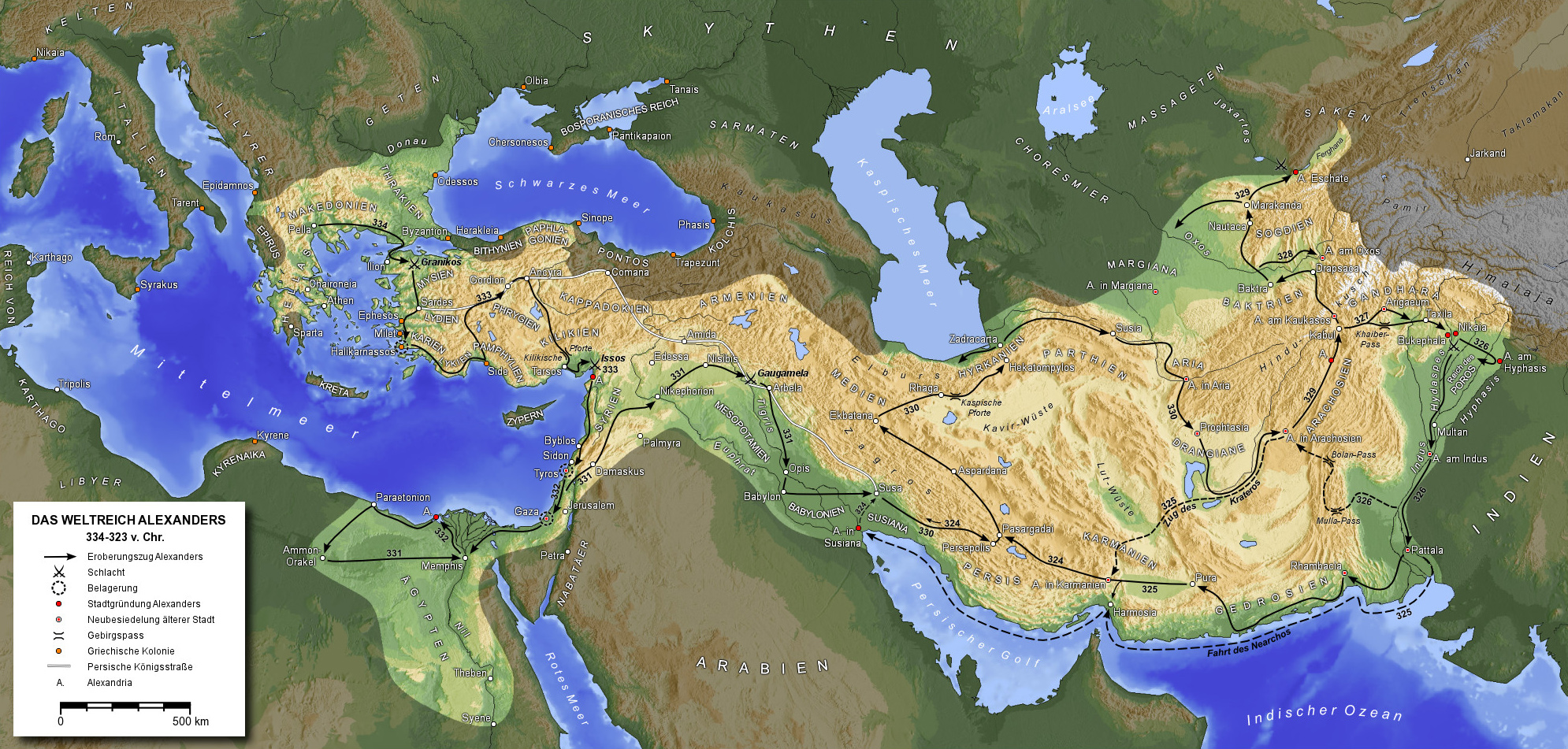
Der Feldzug Alexanders des Großen

- Alexander der Große erreicht mit seinem Heer von Punjab kommend die Mündung des Indus, wo er die Stadt Xylenopolis (heute: Bahmanabad) gründet. Ein Teil der Armee kehrt mit einer Flotte unter Nearchos auf dem Seeweg nach Babylonien zurück, Alexander selbst wählt im August die beschwerliche Durchquerung der Wüste von Gedrosien und Karmanien, die er im Dezember vollendet, während ein weiterer Truppenverband unter Krateros die nördliche Route durch Arachosien wählt.
- Dezember: Alexander der Große erlässt von Karmanien aus das so genannte „Söldnerdekret“ und befiehlt damit seinen Satrapen und Generälen die Auflösung aller privat aufgestellten Söldnertruppen, um Quantität und Qualität egoistischer oder gar separatistisch motivierter Machenschaften seiner Untergebenen zu unterbinden.

### Westliches Mittelmeer
- Pytheas von Massilia unternimmt seine Reise in der Nordsee.
- Die Römer unter Quintus Fabius Maximus Rullianus besiegen im Zweiten Samnitenkrieg die Samniten bei Imbrinium.

### Kaiserreich China
siehe Hauptartikel Kaiserreich China
- Zeit der Streitenden Reiche: Der Herrscher des Staates Qin erklärt sich zum König.

## Geboren
- um 325 v. Chr.: Zenodotos, griechischer Philosoph († 260 v. Chr.)

## Gestorben
- Abisares, indischer Herrscher
- Amyntas, makedonischer Soldat und Statthalter
- Apollophanes, Offizier und Statthalter Alexanders des Großen